# Fabidi
Fabidi o Eurosidi I è un'ampia unità tassonomica all'interno del clade delle Angiosperme, non presente nel precedente sistema Cronquist: è stata infatti introdotta con la più moderna classificazione APG.
Il raggruppamento delle Fabidi include circa 33 000 specie di piante, che sono ripartite, secondo la più aggiornata classificazione APG IV, in 5 ordini per un totale di 30 famiglie.

## Etimologia
Il nome di questo clade deriva dal latino faba, ossia "fagiolo", specie qui inclusa. Nonostante ciò, la specie tipo che ha dato il nome alle unità tassonomiche di Faboideae (sottofamiglia), Fabaceae (famiglia) e Fabales (ordine) è invece Vicia faba, la fava comune.
Questo taxon è anche noto col nome scientifico di Fabidae, nome che è stato introdotto appositamente per la classificazione filogenetica nel 2007 dai botanici W.S. Judd, D.E. Soltis e P.S. Soltis.

## Descrizione
Così come per il clade superiore delle Rosidi non vi sono chiari apomorfismi non molecolari che accomunino tra loro le specie appartenenti alle Fabidi. Tra le poche caratteristiche comuni abbiamo il fatto che generalmente i petali o i sepali non si fondono tra loro alla base e gli ovuli bitegmici e crassinucellati.

## Tassonomia

### Filogenesi
La filogenesi del clade Fabidi, aggiornata alla classificazione APG IV, si presenta come segue:
|  | Rosales                                                  |
|  |                                                          |
|  | \| \| Fagales \| \| \| \| \| \| Cucurbitales \| \| \| \| |
|  |                                                          |
|  | Fagales                                                  |
|  |                                                          |
|  | Cucurbitales                                             |
|  |                                                          |

|  | Fagales      |
|  |              |
|  | Cucurbitales |
|  |              |

|  | Rosales                                                  |
|  |                                                          |
|  | \| \| Fagales \| \| \| \| \| \| Cucurbitales \| \| \| \| |
|  |                                                          |
|  | Fagales                                                  |
|  |                                                          |
|  | Cucurbitales                                             |
|  |                                                          |

|  | Fagales      |
|  |              |
|  | Cucurbitales |
|  |              |

|  | Rosales                                                  |
|  |                                                          |
|  | \| \| Fagales \| \| \| \| \| \| Cucurbitales \| \| \| \| |
|  |                                                          |
|  | Fagales                                                  |
|  |                                                          |
|  | Cucurbitales                                             |
|  |                                                          |

|  | Fagales      |
|  |              |
|  | Cucurbitales |
|  |              |

|  | Rosales                                                  |
|  |                                                          |
|  | \| \| Fagales \| \| \| \| \| \| Cucurbitales \| \| \| \| |
|  |                                                          |
|  | Fagales                                                  |
|  |                                                          |
|  | Cucurbitales                                             |
|  |                                                          |

|  | Fagales      |
|  |              |
|  | Cucurbitales |
|  |              |

### Ordini
Con l'aggiornamento alla classificazione APG IV del 2016 gli ordini inclusi in questo clade si sono ridotti a 5 di quelli già presenti nella APG III, a causa dello spostamento dei tre appartenenti al clade COM. Ciò si è reso necessario dopo che gli ultimi studi hanno evidenziato la loro probabile appartenenza al clade Malvidi.
Gli ordini inclusi nelle Fabidi sono:
- Zygophyllales Link
- Fabales Bromhead
- Rosales Bercht. & J.Presl
- Fagales Engl.
- Cucurbitales Juss. ex Bercht. & J.Presl

### Famiglie
Con l'aggiornamento alla classificazione APG IV del 2016 nel genere sono state incluse un totale di 30 famiglie, senza molti cambiamenti rispetto alla classificazione precedente. Quelle attualmente accettate, incluse nei relativi ordini, sono le seguenti:
Le famiglie contrassegnate con (*) sono state aggiunte o riclassificate dopo la pubblicazione della classificazione APG III, introdotta invece nel 2009, mentre la dicitura "nom. cons." (Nomen conservandum) indica un nome che deve essere preservato, pertanto quel certo nome scientifico gode di specifiche protezioni a livello nomenclaturale.
Zygophyllales Link (1829)
- Zygophyllaceae R.Br. (1814), nom. cons.
- Krameriaceae Dumort. (1829), nom. cons.

Fabales Bromhead (1838)
- Fabaceae Lindl. (1836), nom. cons.
- Polygalaceae Hoffmanns. & Link (1809), nom. cons.
- Quillajaceae D.Don (1831)
- Surianaceae Arn. (1834), nom. cons.

Rosales Perleb (1826)
- Barbeyaceae Rendle (1916), nom. cons.
- Cannabaceae Martynov (1820), nom. cons.
- Dirachmaceae Hutch. (1959)
- Elaeagnaceae Juss. (1789), nom. cons.
- Moraceae Link (1831), nom. cons.
- Rhamnaceae Juss. (1789), nom. cons.
- Rosaceae Juss. (1789), nom. cons.
- Ulmaceae Mirb. (1815), nom. cons.
- Urticaceae Juss. (1789), nom. cons.

Fagales Engl. (1892)
- Betulaceae Gray (1821), nom. cons.
- Casuarinaceae R.Br. (1814), nom. cons.
- Fagaceae Dumort. (1829), nom. cons.
- Juglandaceae DC. ex. Perleb (1818), nom. cons.
- Myricaceae A.Rich. ex. Kunth (1817), nom. cons.
- Nothofagaceae Kuprian (1962)
- Ticodendraceae Gómez-Laur. & L.D.Gómez (1991)

Cucurbitales Dumort. (1829)
- Anisophylleaceae Ridl. (1922)
- Apodanthaceae Tiegh. ex Takht. (1987) *
- Begoniaceae Bercht. & J.Presl (1820), nom. cons.
- Coriariaceae DC. (1824), nom. cons.
- Corynocarpaceae Engl. (1897), nom. cons.
- Cucurbitaceae Juss. (1789), nom. cons.
- Datiscaceae Bercht. & J.Presl (1820), nom. cons.
- Tetramelaceae Airy Shaw (1964)

### Novità APG IV
La più moderna classificazione APG IV non ha radicalmente modificato questo clade, mantenendo tutti gli ordini già esistenti. Si segnala solo che è stata risolta la classificazione della famiglia di piante endoparassitiche delle Apodanthaceae, precedentemente non inserite in alcun ordine, essendo ora incluse in Cucurbitales.